# (4986) Osipovia
(6892)  Osipovia es un asteroide perteneciente al cinturón de asteroides, descubierto el 23 de septiembre de 1979 por Nikolái Stepánovich Chernyj desde el Observatorio Astrofísico de Crimea (República de Crimea).

## Designación y nombre
Designado provisionalmente como 1979 SL7. Fue nombrado Osipovia en honor al historiador, archivista, arqueólogo y lingüista ruso Valerij Ivanovich Osipov desempeñó su labor en el Departamento de Archivos de la Academia Rusa de Ciencias de San Petersburgo.

## Características orbitales
Osipovia está situado a una distancia media del Sol de 2,565 ua, pudiendo alejarse hasta 3,111 ua y acercarse hasta 2,018 ua. Su excentricidad es 0,213 y la inclinación orbital 5,618 grados. Emplea 1500 días en completar una órbita alrededor del Sol.

## Características físicas
La magnitud absoluta de Osipovia es 13,3. Tiene 5,829 km de diámetro y su albedo se estima en 0,299.